# Lithophila
Lithophila é um género botânico pertencente à família Amaranthaceae.

## Espécies
- Lithophila muscoides 
  - Lithophila muscoides var. caespitosa 
  - Lithophila muscoides var. compacta 
  - Lithophila muscoides var. intermedia 
  - Lithophila muscoides var. linearifolia 
  - Lithophila muscoides var. platyphylla 
  - Lithophila muscoides var. stenophylla
- Lithophila radicata
- Lithophila rigida
- Lithophila scirpoides
- Lithophila subscaposa
- Lithophila vermicularis